# Papaipema angelica
Papaipema angelica là một loài bướm đêm trong họ Noctuidae.